# Lord Howe
Otok Lord Howe je maleni vulkanski otok veličine 56 km² smješten u južnom dijelu Tihog oceana, u Tasmanovom moru, oko 600 km istočno od obala Australije. On je najveći otok arhipelaga Lord Howe koji uključuje i obližnji otočić i kalderu Ballova piramida, ali i nekoliko nenaseljenih koraljnih atola kao što su Admiralty Group, Mutton Bird i Sail Rock, Blackburn (Rabbit) Island i Gower Island. Upravno pripada statističkom ogranku australske pokrajine New South Wales i ima samo 347 stalnih stanovnika, dok je broj turista ograničen na 400 odjednom.
Od 1982. godine ovi otoci su upisani na Unescov popis mjesta svjetske baštine u Australiji i Oceaniji zbog svoje iznimne ljepote i bioraznolikosti. God. 2000., osnovan je i Pomorski park Lord Howe, površine 3000.63 km², kojim upravlja Odjel za okoliš i nacionalnu baštinu Commonwealtha.

## Povijest
Otok je otkrio engleski kapetan Henry Lidgbird Ball 17. velječe 1788. godine. Prvi doseljenici dolaze tek tijekom 1834. godine. Na osnovu istraživanja zaključeno je kako je do tada otočje bilo nenaseljeno i da nijedan polinežanski narod nije kročio na otok. Ime je otočje dobilo po prvom admiralu britanske flote lordu Richardu Howeu, sudioniku Američke revolucije. Od 1947. godine ustanovljena je redovita brodska linija s Australijom, a od 1974. djeluje i zračna luka na otoku Lord Howe.

## Zemljopis
Otok ima oblik polumjeseca dužine 10 km i 2 km širine. Krajolik je brdovit i izgrađen od vulkanskih bazaltnih stijena i kaldera od vulkanske erupcije koja se dogodila prije oko 6,4 milijuna godina. Erozija polako guta otok i pretpostavlja se da će biti potpuno potopljen za 200,000 godina.
Najviša točka je Mount Gower (875 metara nadmorske visine). Klima je oceanska s umjerenim temperaturama i obilnim padalinama tijekom cijele godine. Temperatura se kreće od 15°С u kolovozu do 22,8°С u veljači, dok je srednja godišnja količina padalina 1,650 milimetara. Najveći dio otoka je prekriven kišnom šumom (paprati i palme), dok na sjeveru ima pašnjaka.
Koraljni greben otoka Lord How, koji zatvara južnu obalu otoka, je najjužniji koraljni greben na svijetu (31° S).
Ballova piramida je neobična vulkanska stijena, od mnogih oko otoka lord Howe, koja se nalazi 23 km južno od otoka Lord Howe. Ona je ostatak erozije vulkana i najviša vulkanska hrid na svijetu, promjera 1100 x 300 metara, ali visine od fantastičnih 562 metra.
- Pogled na planine Mount Lidgbird i Mount Gower s planine Mount Eliza
- Palme na otku Lord Howe
- Sjeverni zaljev
- Ballova piramida
- Pašnjaci

## Bioraznolikost
Koraljni greben otoka Lord Howe, koji se razvio od Pleistocena do danas, se uvelike razlikuje od ostalog toplijeg i sjevernijeg grebenja, zbog kruženja toplih i hladnih voda.
Biljke na kopnu imaju veliku raznolikost i jedinstvenost jedinki nastalu zbog vjetrova koji su nanosili slanu morsku vodu na otok.
Na otoku postoji velika populacija šumskih šišmiša koji su jedini autohtoni sisavci na otoku. Kasnije su s ljudima došli miševi, štakori i koze.
Na otoku Lord Howe obitava 129 vrsta autohtonih ptica, ali i neke koje su donijeli ljudi. Ovaj otok je jedino mjesto gdje se razmnožavaju neke vrste kao što je solanderov zovoj, a na otoku se razmnožavaju i: polinezijski zovoj, svjetlonogi zovoj, tamnokrili zovoj, klinorepi zovoj, kratkorepi zovoj i crvenorepi feton (Phaethon rubricauda).

## Stanovništvo i gospodarstvo
Stanovništvo otoka Lord Howe čine uglavnom bijeli doseljenici i mulati (Maori). Ukupan broj stanovnika je 347 i oni su uglavnom smješteni na sjevernom dijelu otoka. Glavno zanimanje je turizam koji i donosi najveći prihod. Broj posjetilaca je ograničen i iznosi 400 turista odjednom. Najatraktivniji obli zabave je planinarenje, ronjenje i promatranje rijetkih ptica. Manji broj stanovnika se bavi poljoprivredom.

## Vanjske poveznice
- Lord Howe Island Tourism Association web site - neslužbena stranica otoka Lord Howe (engl.)
- Galerija fotografija  Arhivirana inačica izvorne stranice od 10. travnja 2010. (Wayback Machine)
- Suptropska šuma otoka Lord Howe (World Wide Fund for Nature)
- Karte  Arhivirana inačica izvorne stranice od 1. ožujka 2007. (Wayback Machine)
- Lamprima insularis - Endemske vrste otoka Lord Howe